# Jour de l'étoile brillante
Le Jour de l'étoile brillante (en coréen : 광명성절) est une fête nationale de Corée du Nord. Rendant hommage à l'ancien dirigeant Kim Jong-il, mort le 17 décembre 2011, elle a lieu tous les 16 février, la date de son anniversaire. Elle est célébrée par un défilé militaire, un feu d'artifice, des floralies ainsi que par le dépôt d'une gerbe de fleurs devant le Palais du Soleil Kumsusan, où repose Kim Jong-il. Le programme des célébrations comprend également des représentations artistiques et sportives.
L'anniversaire du précédent dirigeant, Kim Il-sung, est également une fête nationale nord-coréenne : c'est le Jour du Soleil, qui se tient le 15 avril.
Les célébrations à l'occasion de l'anniversaire de Kim Jong-il avaient déjà lieu avant la mort du dirigeant. Le Jour de l'étoile brillante devient fête nationale en 2012, à la suite d'une décision du bureau politique du Parti du travail de Corée après la mort de Kim Jong-il. Cette décision reflétait, selon les sources officielles, « la volonté collective des membres du Parti, de l'armée et du peuple, de respecter Kim Jong-il en tant que dirigeant éternel »,.
Les touristes étrangers peuvent également assister aux cérémonies du jour de l'étoile, excepté au défilé militaire. Le premier jour de l'étoile brillante après la mort de Kim Jong-il était à la fois une célébration du 70e anniversaire du dirigeant et un jour de deuil.